# Chuadanga Sadar
Chuadanga Sadar è un sottodistretto (upazila) del Bangladesh situato nel distretto di Chuadanga, divisione di Khulna. Si estende su una superficie di 289,59 km² e conta una popolazione di 313.935 abitanti (dato censimento 2011).